# 9697 Louwman
9697 Louwman (1295 T-1) là một tiểu hành tinh vành đai chính.